# Olaf Hampel
Olaf Hampel (Bielefeld, 1 de noviembre de 1965) es un deportista alemán que compitió en bobsleigh en las modalidades doble y cuádruple. 
Participó en tres Juegos Olímpicos de Invierno, entre los años 1988 y 1998, obteniendo dos medallas de oro en la prueba cuádruple, en Lillehammer 1994 (junto con Harald Czudaj, Karsten Brannasch y Alexander Szelig) y en Nagano 1998 (con Christoph Langen, Markus Zimmermann y Marco Jakobs).
Ganó dos medallas de oro en el Campeonato Mundial de Bobsleigh, en los años 1995 y 1996, y seis medallas en el Campeonato Europeo de Bobsleigh entre los años 1991 y 1996.

## Palmarés internacional
| Juegos Olímpicos   | Juegos Olímpicos      | Juegos Olímpicos  | Juegos Olímpicos |
| Año                | Lugar                 | Medalla           | Prueba           |
| ------------------ | --------------------- | ----------------- | ---------------- |
| 1994               | Lillehammer (Noruega) | Medalla de oro    | Cuádruple        |
| 1998               | Nagano (Japón)        | Medalla de oro    | Cuádruple        |
| Campeonato Mundial |                       |                   |                  |
| Año                | Lugar                 | Medalla           | Prueba           |
| 1995               | Winterberg (Alemania) | Medalla de oro    | Doble            |
| 1996               | Calgary (Canadá)      | Medalla de oro    | Cuádruple        |
| Campeonato Europeo |                       |                   |                  |
| Año                | Lugar                 | Medalla           | Prueba           |
| 1991               | Cervinia (Italia)     | Medalla de plata  | Cuádruple        |
| 1996               | Sankt Moritz (Suiza)  | Medalla de oro    | Doble            |
| 1996               | Sankt Moritz (Suiza)  | Medalla de oro    | Cuádruple        |
| 1998               | Igls (Austria)        | Medalla de plata  | Doble            |
| 1998               | Igls (Austria)        | Medalla de bronce | Cuádruple        |
| 1999               | Winterberg (Alemania) | Medalla de bronce | Doble            |